# Историја џеза у Србији
Џез је настао у Америци крајем XIX и почетком XX века као спој европске класичне музике и афричких народних песама. Важан центар у процесу стварања џеза био је Њу Орлеанс, са диксилендом као основним правцем. Прва плоча џез музике снимљена је 1917. године.

## 1920-те године
Џез је у Србију стигао практично истовремено када и у више других земаља континенталне Европе – почетком 1920-их година. Први помен је са почетка 1922, када Политика наводи да у ноћном Београду „данас грми џаз банд“. 1922. и 1923. најављена су два наступа црначких џез састава, али немамо потврду да су и одржани.
Убрзо почињу редовнији џез наступи у Београду. Први регистровани је био дине дансан (вечера са плесом) у хотелу Палас 22. новембра 1923. Одзив публике био је одличан: „Сви столови и у кафеу и у ресторану били су заузети до последње столице“. Насред кафеа припремљен је подијум за игру: „Паркет, на коме су се огледала господа у црном и даме у сјајним бојама вечерњих тоалета, мамио је на шими и фокстрот. Џаз-банд је и за време дине-а уводио у фокстротско расположење играче и играчице... а када је и кафа попијена, заиграли су парови шими по паркету хотела“.
Потом налазимо свирку за српску нову 1924. годину у елитном Ситију, на којој се играо шими, једна окретна џез игра; како рече извештач, „шампањ се точио у блиставом ресторану и шими је беснео“. На балу Кола српских јахача се 1924. плесало на музику џез оркестра, а присуствовали су краљ Александар и краљица Марија.
Већ средином 1920-их џез је у Београду постао позната и популарна врста музике и сасвим уобичајена. Свиран је у водећим локалима (Мјузик хол, Сити, Ауто клуб, Џокеј клуб, Клериџ, палата Луксор, хотели Српски краљ, Ексцелзиор и Палас). Џез оркестри су обично свирали музику за игру у традицији диксиленда, као што су чарлстон, шими и фокстрот, па и уанстеп и блек ботом. Стога су често наступали на игранкама, од прослава појединих удружења, нарочито омладинских, до дочека Нове године. Доминација плесног џеза тада је била светски тренд, пошто је време озбиљнијег, концертног свинга тек долазило.
Џезу је веома била наклоњена младеж, посебно она из бољих кућа, али ни родитељи нису заостајали за децом, већ су радо играли шими, фокстрот и чарлстон. Илустративан је опис дочека Нове 1929. у Ситију, у организацији Београдског тенис клуба: окупио се „млади хај-лајф“, а у „фантастичном декору“ јапанске чајџинице „осам неодољиво зализаних, елегантних младића, дрхћући у ритму, својим инструментима – нарочито саксофон доминира – владали су суверено великом салом. Ређале су се познате, европеизиране црначке одсечне мелодије, рафинирано монотоне наизменично са јужњачким врелим, сентименталним тангоима“.
Важан утицај на упознавање јавности са џезом имали су филмови, грамофонске плоче и радио-програми – прво страни, а потом и Радио Београда. Овај потоњи је на почетку рада често преносио музику за игру из Паласа и Ауто-клуба.
Тадашњи џез оркестри свирали су по потреби и друге врсте музике, о чему сведочи њихов инструментални састав. Поред уобичајених џез инструмената, као што су бубањ, контрабас, труба и саксофон, појављивале су се виолине, тамбуре, хармонике и други.
За период до средине 1920-их не знају се имена оркестара. Нејасно је да ли се радило о непознатим иностраним бендовима, па би било сувишно наводити њихова имена, или су у питању били домаћи ad hoc оркестри, састављани за једну прилику који стога нису ни имали име. Прва позната имена су из 1925: “Jazz kapela” Мише Лакатоша и џаз-банд Тодо. Касније често наступају Тодо џаз, Лаци џаз, Ланској, Мики џаз, Брил квинтет, Борисов септет и „џаз трио г. Стојановића“. Као познатији џез музичари из овог времена, способни за импровизације, данас се помињу бубњар Иса Алфандари и саксофониста Милан Павловић. Њима треба додати Луиђија Антонија Тодоа, италијанског бубњара који је водио истоимени бенд и дуго свирао у Београду, најмање до 1932.
Међу ондашњим оркестрима данас су најпознатија два. Први је Студентски Мики џаз, који је, по угледу на америчке саставе, имао бубњеве, вентил тромбон, трубу, саксофон, виолину, бенџо, хармонику и клавир. Настао је 1927, а чинили су га Мика Албахари, Соломон Мони Амодај, Рафаел Блам, Менахем Мика Данити, Бела Купферберг, Штајер, као и Љубица Робичек (алтернатива). Углавном су свирали фокстрот, а касније и свинг са скромном импровизацијом. Други је академски Џоли бојс бенд, основан крајем 1929, који ће достићи највећу популарност. Чинили су га Миле Марјановић, браћа Чучаковић, Рафаел Блам, Ханс Нол, Аца Фетковски, Мирко Марковић, Иса Алфандари и други.
Као и другде, и у Београду је реакција конзервативнијих духова на појаву џеза била негативна. Тако је Богдан Поповић, велики ауторитет и водећи књижевни критичар, 1923. изједначио џез и фокстрот, футуризам, дадаизам и друге покоре с „враћањем у варварство“, односно с „укидањем свега онога што је цивилизација с муком створила“. Ипак, веровао је да се ради о тренутној аберацији код једне неуке, неуравнотежене генерације код које су преовладали „примитивни инстинкти масе“, као и да ће цивилизација „убрзо“ поново преовладати.

## 1930-те године
Почетак тридесетих година карактерише први покушај регулисања статуса џез музичара у Београду. Ансамбл Џоли бојс тражи од универзитетских власти верификацију сопствених „Правила о заштити и дужностима чланова” овог оркестра. Пошто се радило углавном о захтеву за ослобађање од општинских пореза, у преписку се врло брзо укључују и општинске власти. После саслушања чланова оркестра пред Ректоратом, где су музичари тврдили да им је свирање у ансамблу једини извор прихода, овај издаје Џоли бојсу уверење да су редовни студенти и да могу тражити ослобађање од општинских пореза. Међутим, ослобађање је било могуће само за сваки ангажман и оркестар посебно. Тек почетком 1941. године Краљевина Југославија доноси „уредбу о музичким, инструменталним и вокалним извођачима”. Она регулише стручни испит, дозволу за рад, радно време, па чак и плаћени одмор. Колико је ова уредба примењивана је велико питање, с обзиром на предстојећи рат.
Ансамбли тридесетих година су свирали у београдским клубовима, баровима и у унутрашњости Србије по бањама. Од клубова су били познати „Џокеј клуб” у Грачаничкој улици и „Ауто клуб” у Француској 7 (касније познат као „Клуб књижевника”). Од барова су били познати „Руски цар” и бар хотела „Палас”. Џез оркестри су гостовали у Бањи Ковиљачи, Нишкој Бањи, Сокобањи, Врњачкој Бањи, као и у многим градовима. Ишло се и даље: лети се гостовало и у Дубровнику (хотели „Градац” и „Империјал”), Сплиту (ресторани на плажи Бачвице) и Сарајеву (башта „Европа” на Илиџи). 1931. Џоли бојси гостују у Турској, Бугарској и Румунији, са концертима у Истанбулу, Софији, Рушкуку и Синаји. 1933. године ансамбл Џоли бојс гостује у Француској и Шпанији, а касније има и засебну турнеју по Румунији и Турској.
Од џез ансамбала тридесетих година из других градова Србије били су познати „Хаваји” из Ваљева, основан 1931. године, и „Занатлија” (1934. година) и Оркестар шабачке трговачке омладине (1938. година), оба из Шапца. А 24. марта 1929. године почиње емитовање Радио Београда из зграде Српске академије наука и уметности. Поред разних извођача различитих врста музике, као финале тога дана наступа и Радио-џаз-оркестар (sic) са више нумера „музике за игру”.

## 1940-те године
Четрдесете године доносе немачку окупацију Србије и трансформацију Радио Београда у Војнички радио Београд,  , а у српској средини скраћено Зендер Белград. У музичком програму станице истицали су се преноси из неких београдских дворана, нпр. сале Коларчевог народног универзитета, дворане Инжењерског дома, као и са спољних локација, нпр. Летње позорнице на Калемегдану. 
Забавну музику, која је повремено укључивала и џез, изводио је Оркестар за игру под управом Отмара Хофера (Ottmar  Hoffer), Ханса Георга Шица (Hans Georg Schütz) и Фридриха Мајера (Friedrich  Meyer). Поред овога, повремено су наступали и Забавни радио-оркестар под управом Фрање Седлачека, Мали радио-оркестар (диригенти Федор/Фјодор Селински, Јован Србуљ и Јулијус Ковалски), Дувачки оркестар Радио Београда и други. Као диригент и аранжер посебно се истицао Фридрих Мајер, који је у репертоар Оркестра за игру увео и многе америчке џез стандарде. Он је 1944. године у Будимпешти снимио плоче са квинтетом у коме су били и српски музичари Илија Генић и Драгослав Петковић.
С друге стране, заробљеништво у логорима разних врста не штеди ни џез музичаре. Са инструментима које је било дозвољено унети у логоре у Немачкој оснивају се оркестри са именима као „Вегетаријанци”, „Боеми”, „Бодљикава жица” итд. Ти оркестри су поред осталог свирали и џез. Међу музичарима у заробљеништву у Нирнбергу били су и Рафаел Блам и Ђорђе Караклајић.
После ослобођења, Војислав Симић оснива најпре један мањи састав за свирање на игранкама, са репертоаром састављеним углавном од америчких и руских популарних песама, уз обавезно Козарачко коло. 1946. године одлучује да оснује и велики оркестар, који је после потраге за музичарима добио име „Динамо”. Истакнути члан био је Младен Гутеша, који се био пребацио из оркестра Бојана Адамича у Љубљани. Ансамбл „Динамо” се такође морао ограничити на свирање на игранкама све док Младен Гутеша 1948. године није добио дозволу за оснивање новог Забавног оркестра Радио Београда. Овом оркестру се 1949. године придружује Михаило Живановић.

## 1950-те године
1953. године оснива се Удружење џез музичара. Ово удружење, које је имало специјалну процедуру приступа, организује школу џеза, такмичења оркестара, концерте, штампање нота и друго. Значајни публициста је Светолик Јаковљевић, који је сарађивао у бројним часописима и објавио низ књига о џезу.

## Галерија
- Јован Маљоковић (саксофон) и Славиша Павловић Стенли (бас-гитара)
- Драгослав Станисављевић Фреди (труба), Петар Радмиловић (бубњеви), Бранко Марковић (контрабас) и Огњен Радивојевић (клавир)
- Ђино Маљоковић
- Љиља Сађил (вокал), Бранко Марковић и Огњен Радивојевић
- Душко Гојковић
- Стјепко Гут